# 倉賀野站
倉賀野站（日语：／ Kuragano eki */?）是屬於東日本旅客鐵道（JR東日本）和日本貨物鐵道（JR貨物）的鐵路車站，位於群馬縣高崎市。

## 停站路線
JR東日本的高崎線與八高線皆在本站停靠，所屬線則是高崎線。八高線在路線上以此站為終點，但在列車運行上則以高崎線的鄰站高崎站為起終點。而設施上的分岔點則是八高線的鄰站北藤岡站內（高崎線不設客運處理設施）。途經新宿站直通東海道線的湘南新宿線與途經上野站、東京站直通東海道線的上野東京線也會在此站停靠。

## 車站結構
本站為島式月台2面4線的地面車站，並設有跨站式站房。

### 月台配置
| 月台 | 路線                    | 方向 | 目的地                                                      | 備註                                                                                                  |
| ---- | ----------------------- | ---- | ----------------------------------------------------------- | --- |
| 1、2 | ■高崎線 （包括■八高線） | 下行 | 高崎、前橋方向                                              | 定期旅客列車不會進入2號月台                                                                           |
| 3、4 | ■高崎線                 | 上行 | 大宮、東京、新宿、橫濱方向 （包括■湘南新宿線、■上野東京線） | 定期旅客列車不會進入4號月台。 湘南新宿線的列車經大船站、上野東京線的列車經上野站和東京站直通■東海道線 |
| 3、4 | ■八高線                 | 上行 | 寄居、高麗川方向                                            | 定期旅客列車不會進入4號月台。 湘南新宿線的列車經大船站、上野東京線的列車經上野站和東京站直通■東海道線 |

（來源：JR東日本:車站構內圖）

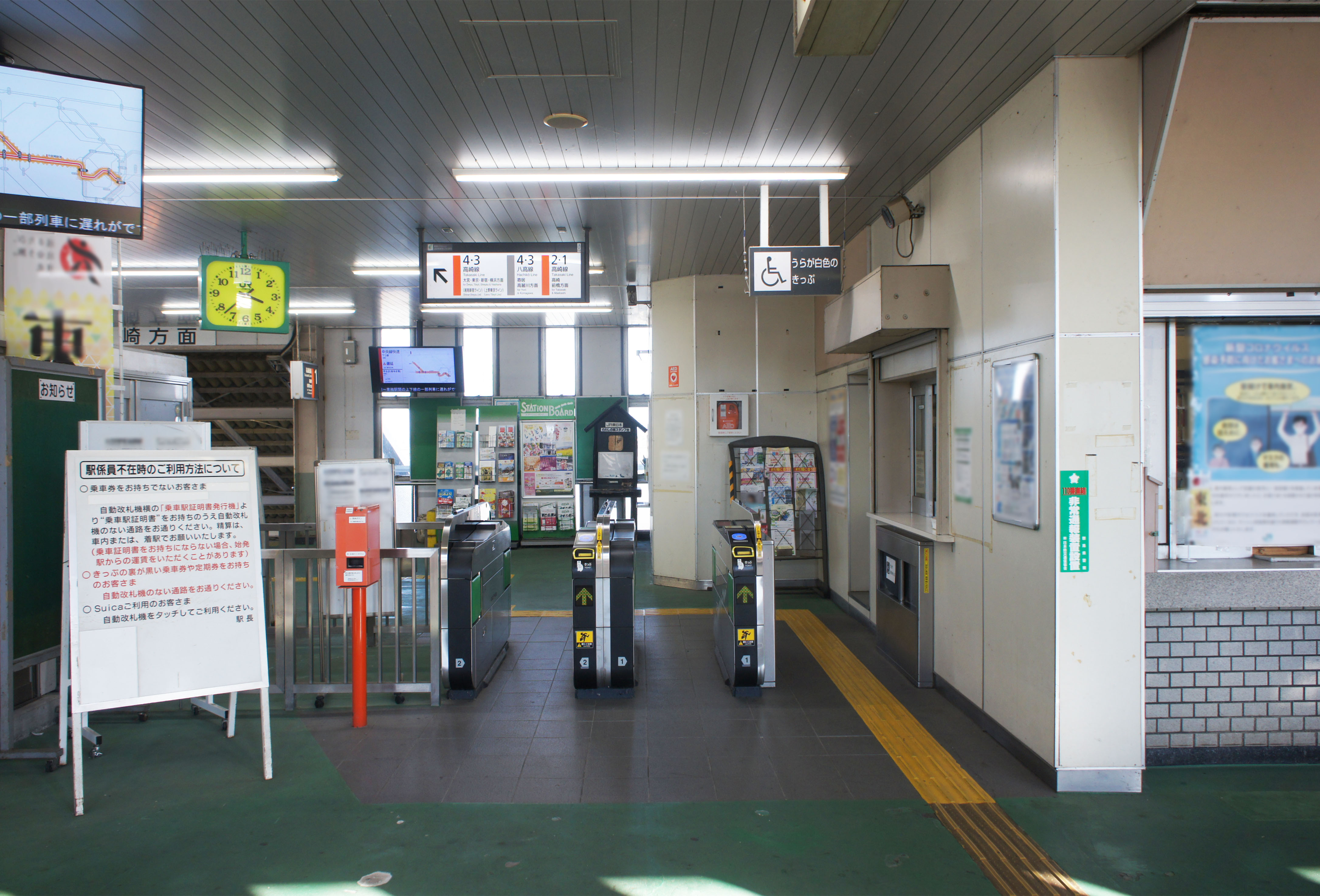
驗票閘口（2021年10月）
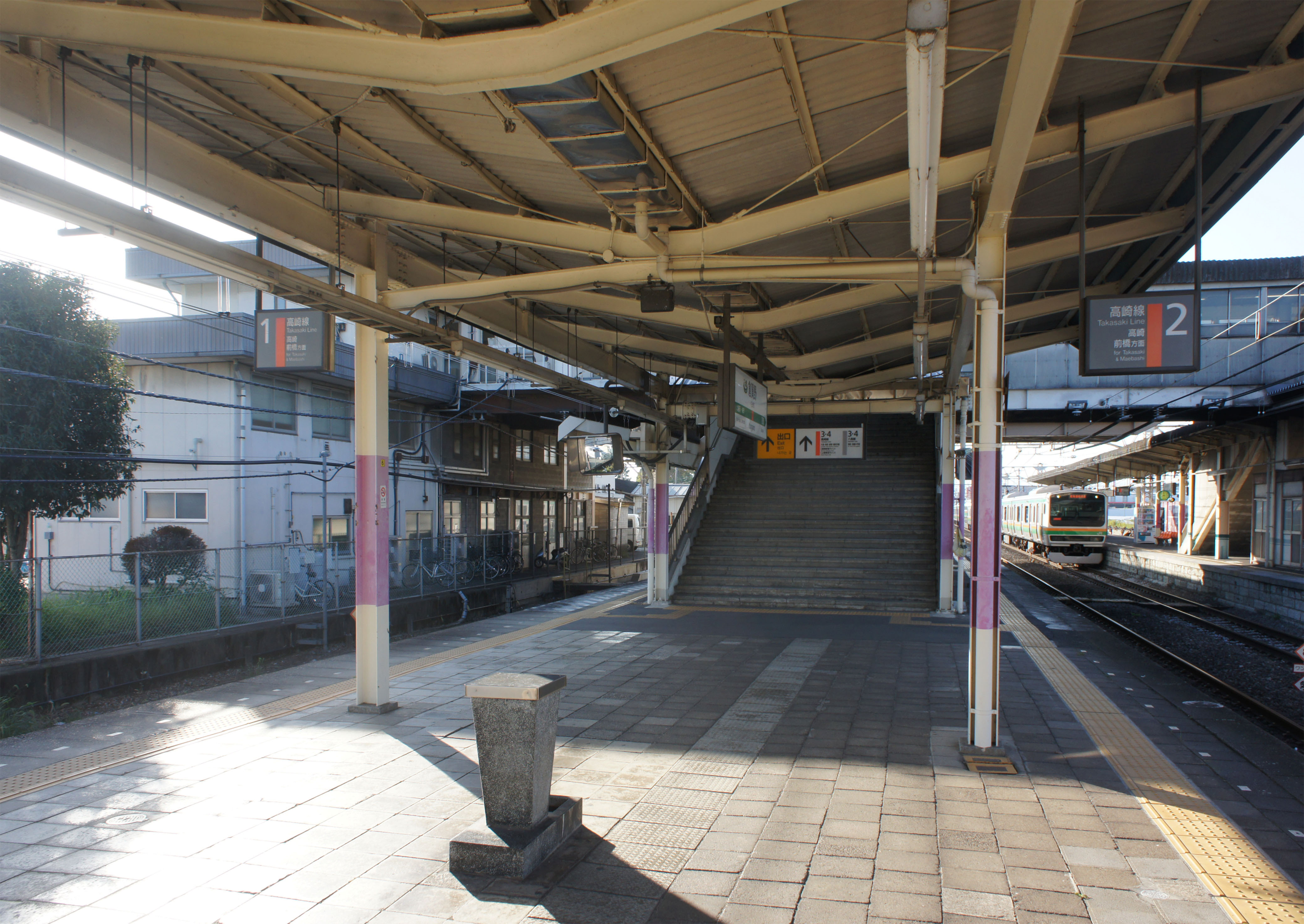
1號與2號月台（2021年10月）
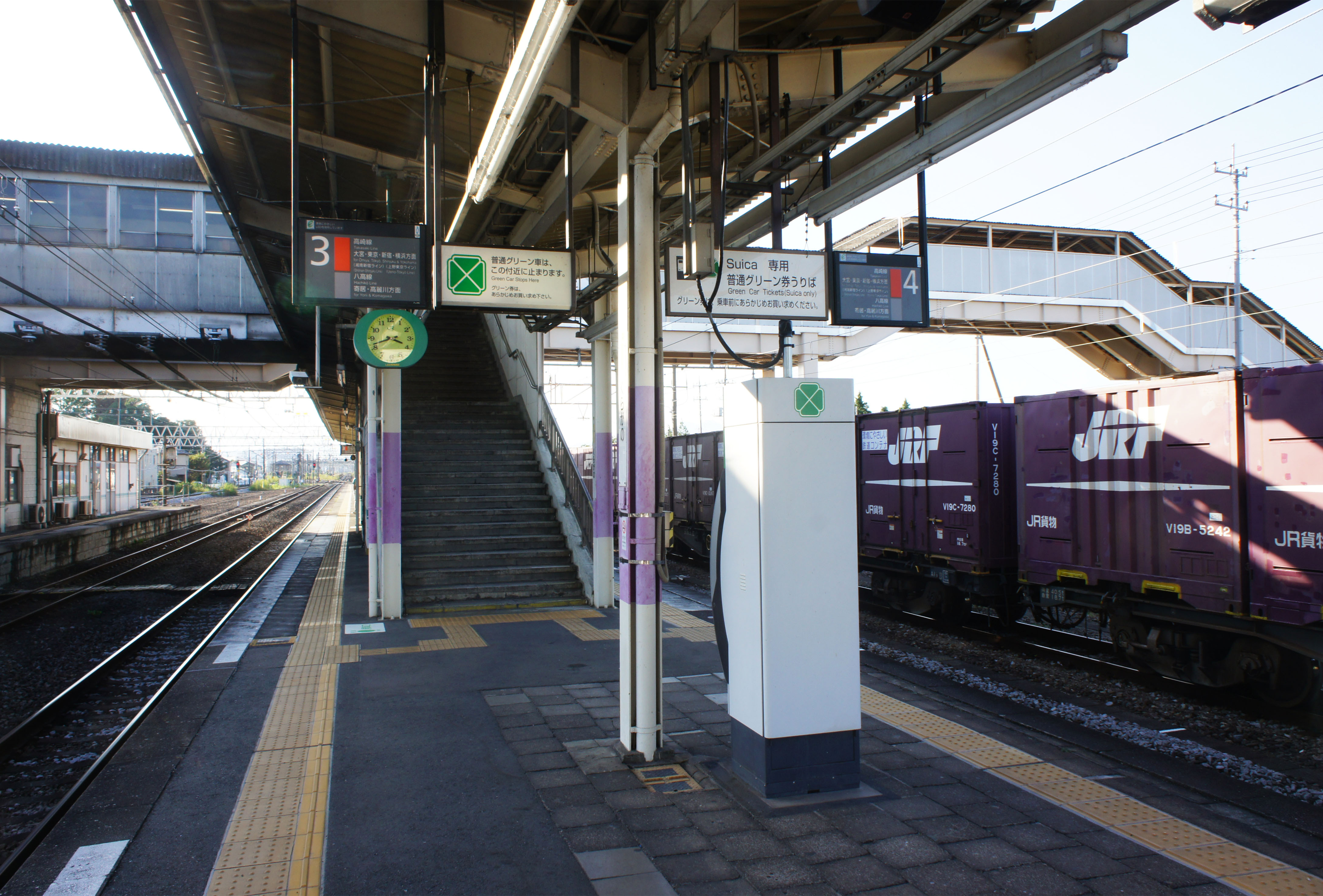
3號與4號月台（2021年10月）

## 使用情況

### 客運
根據JR東日本，2019年（令和元年）度1日平均上車人次為1,861人。此站是高崎線上車人次最少的車站。另外，此站也是湘南新宿線列車停靠的車站當中上車人次最少的。
近年的推移如下表。
| 上車人次推移        | 上車人次推移     | 上車人次推移 |
| 年度                | 1日平均 上車人次 | 來源         |
| ------------------- | ---------------- | ------------ |
| 1987年（昭和62年）  | 1,605            |              |
| 1988年（昭和63年）  | 1,515            |              |
| 1989年（平成0元年） | 1,498            |              |
| 1990年（平成02年）  | 1,509            |              |
| 1991年（平成03年）  | 1,519            |              |
| 1992年（平成04年）  | 1,580            |              |
| 1993年（平成05年）  | 1,624            |              |
| 1994年（平成06年）  | 1,676            |              |
| 1995年（平成07年）  | 1,610            |              |
| 1996年（平成08年）  | 1,578            |              |
| 1997年（平成09年）  | 1,493            |              |
| 1998年（平成10年）  | 1,521            |              |
| 1999年（平成11年）  | 1,533            |              |
| 2000年（平成12年）  | 1,533            | [ 旅客 2 ]   |
| 2001年（平成13年）  | 1,486            | [ 旅客 3 ]   |
| 2002年（平成14年）  | 1,490            | [ 旅客 4 ]   |
| 2003年（平成15年）  | 1,509            | [ 旅客 5 ]   |
| 2004年（平成16年）  | 1,491            | [ 旅客 6 ]   |
| 2005年（平成17年）  | 1,489            | [ 旅客 7 ]   |
| 2006年（平成18年）  | 1,526            | [ 旅客 8 ]   |
| 2007年（平成19年）  | 1,559            | [ 旅客 9 ]   |
| 2008年（平成20年）  | 1,582            | [ 旅客 10 ]  |
| 2009年（平成21年）  | 1,530            | [ 旅客 11 ]  |
| 2010年（平成22年）  | 1,536            | [ 旅客 12 ]  |
| 2011年（平成23年）  | 1,547            | [ 旅客 13 ]  |
| 2012年（平成24年）  | 1,585            | [ 旅客 14 ]  |
| 2013年（平成25年）  | 1,640            | [ 旅客 15 ]  |
| 2014年（平成26年）  | 1,638            | [ 旅客 16 ]  |
| 2015年（平成27年）  | 1,745            | [ 旅客 17 ]  |
| 2016年（平成28年）  | 1,808            | [ 旅客 18 ]  |
| 2017年（平成29年）  | 1,841            | [ 旅客 19 ]  |
| 2018年（平成30年）  | 1,849            | [ 旅客 20 ]  |
| 2019年（令和元年）  | 1,861            | [ 旅客 21 ]  |

### 貨物
根據「高崎統計季報」，2017年度（平成29年度）的發送貨物為車攜131,288公噸，貨櫃攜160,840公噸。而到着貨物當中車攜為1,395,943公噸，貨櫃攜為169,351公噸。
近年的推移如下表。
| 貨物輸送推移       | 貨物輸送推移 | 貨物輸送推移 | 貨物輸送推移 | 貨物輸送推移 | 貨物輸送推移 |
| 年度               | 發送         | 發送         | 到着         | 到着         | 來源         |
| 年度               | 車攜         | 貨櫃攜       | 車攜         | 貨櫃攜       | 來源         |
| ------------------ | ------------ | ------------ | ------------ | ------------ | ------------ |
| 2010年（平成22年） | 129,480      | 134,401      | 1,371,312    | 132,568      | [ 貨物 2 ]   |
| 2011年（平成23年） | 124,057      | 130,949      | 1,304,805    | 124,374      | [ 貨物 2 ]   |
| 2012年（平成24年） | 134,340      | 141,311      | 1,425,681    | 144,907      | [ 貨物 2 ]   |
| 2013年（平成25年） | 129,732      | 149,601      | 1,370,325    | 160,863      | [ 貨物 3 ]   |
| 2014年（平成26年） | 124,392      | 144,930      | 1,310,459    | 160,962      | [ 貨物 3 ]   |
| 2015年（平成27年） | 124,748      | 148,926      | 1,321,711    | 144,817      | [ 貨物 3 ]   |
| 2016年（平成28年） | 126,324      | 154,033      | 1,339,484    | 152,679      | [ 貨物 1 ]   |
| 2017年（平成29年） | 131,288      | 160,840      | 1,395,943    | 169,351      | [ 貨物 1 ]   |

## 歷史
- 1894年（明治27年）5月1日－日本鐵道倉賀野站開業。
- 1906年（明治39年）11月1日－日本鐵道被國有化，成為日本國鐵的車站。
- 1917年（大正6年）4月28日－岩鼻輕便鐵道開業。
- 1931年（昭和6年）7月1日－八高北線（現八高線的一部分）開業。
- 1945年（昭和20年）9月1日－岩鼻輕便鐵道結業。
- 1967年（昭和42年）10月1日－日本石油貨運站高崎營業所開業。
- 1970年（昭和45年）1月15日－停止行李託運服務。
- 1987年（昭和62年）4月1日－國鐵分割民營化，本站由JR東日本和JR貨物接手管理。
- 2001年（平成13年）11月18日－智能卡系統Suica正式投入服務。

## 相鄰車站
東日本旅客鐵道
■高崎線
■特別快速、■快速「Urban」、■普通
新町－倉賀野－（高崎操車場）－高崎
■八高線（此站－高崎站之間為高崎線）
北藤岡－倉賀野－（高崎操車場）－高崎

### 廢除路線
岩鼻輕便鐵道
倉賀野－上州岩鼻

### 使用情況

#### 客運
1. ↑  . 東日本旅客鉄道.   [2019-07-08]. （原始内容存档于2019-07-05）.
2. ↑  . 東日本旅客鉄道.   [2019-03-24]. （原始内容存档于2019-03-27）.
3. ↑  . 東日本旅客鉄道.   [2019-03-24]. （原始内容存档于2019-03-27）.
4. ↑  . 東日本旅客鉄道.   [2019-03-24]. （原始内容存档于2019-03-27）.
5. ↑  . 東日本旅客鉄道.   [2019-03-24]. （原始内容存档于2019-03-27）.
6. ↑  . 東日本旅客鉄道.   [2019-03-24]. （原始内容存档于2019-03-27）.
7. ↑  . 東日本旅客鉄道.   [2019-03-24]. （原始内容存档于2019-03-27）.
8. ↑  . 東日本旅客鉄道.   [2019-03-24]. （原始内容存档于2019-03-27）.
9. ↑  . 東日本旅客鉄道.   [2019-03-24]. （原始内容存档于2019-04-02）.
10. ↑  . 東日本旅客鉄道.   [2019-03-24]. （原始内容存档于2019-03-27）.
11. ↑  . 東日本旅客鉄道.   [2019-03-24]. （原始内容存档于2019-03-27）.
12. ↑  . 東日本旅客鉄道.   [2019-03-24]. （原始内容存档于2019-03-27）.
13. ↑  . 東日本旅客鉄道.   [2019-03-24]. （原始内容存档于2019-03-27）.
14. ↑  . 東日本旅客鉄道.   [2019-03-24]. （原始内容存档于2018-10-26）.
15. ↑  . 東日本旅客鉄道.   [2019-03-24]. （原始内容存档于2016-04-04）.
16. ↑  . 東日本旅客鉄道.   [2019-03-24]. （原始内容存档于2019-03-27）.
17. ↑  . 東日本旅客鉄道.   [2019-03-24]. （原始内容存档于2019-03-23）.
18. ↑  . 東日本旅客鉄道.   [2019-03-24]. （原始内容存档于2017-07-29）.
19. ↑  . 東日本旅客鉄道.   [2019-03-24]. （原始内容存档于2018-07-06）.
20. ↑  . 東日本旅客鉄道.   [2019-07-08]. （原始内容存档于2019-07-05）.
21. ↑  . 東日本旅客鉄道.   [2020-07-11]. （原始内容存档于2020-07-11）.

#### 貨物
1. 1 2 3   (PDF). 高崎市: 37.   [2019-03-24]. （原始内容存档 (PDF)于2019-03-23）.
2. ↑   (PDF). 高崎市: 42.   [2019-03-24]. （原始内容存档 (PDF)于2019-03-23）.
3. ↑   (PDF). 高崎市: 42.   [2019-03-24]. （原始内容存档 (PDF)于2019-03-23）.

## 外部連結
- 車站資訊（倉賀野）：東日本旅客鐵道